# Max Abegglen
Max Abegglen (Neuchâtel, 11 aprile 1902 – Zermatt, 25 agosto 1970) è stato un calciatore svizzero, di ruolo attaccante.

## Carriera

### Club
Ha giocato nella prima divisione svizzera.

### Nazionale
Con 34 reti in 68 partite ha detenuto il record di reti nella Svizzera, dapprima da solo e poi condiviso con Kubilay Türkyılmaz, fino al 29 maggio 2008 quando Alexander Frei li ha superati entrambi. Sempre con la Nazionale ha conquistato da capocannoniere la medaglia d'argento al torneo olimpico di calcio 1924, disputatosi a Parigi. Fondò in gioventù lo FC Xamax, che nel 1970 si fuse con lo FC Cantonal Neuchâtel dando vita al Neuchâtel Xamax.

## Palmarès

### Club

#### Competizioni nazionali
- Campionato svizzero: 4

Grasshoppers: 1926-1927, 1927-1928, 1930-1931, 1936-1937
- Coppa Svizzera: 5

Grasshoppers: 1925-1926, 1926-1927, 1931-1932, 1933-1934, 1936-1937

### Nazionale
- Argento olimpico: 1

Parigi 1924